# Ryō (imię)
Ryō (jap. りょう, リョウ) – imię japońskie noszone częściej przez mężczyzn niż przez kobiety.

## Możliwa pisownia
Ryō można zapisać, używając wielu różnych znaków kanji i może znaczyć m.in.:
- 涼, „chłodny”[1]
- 亮, „przejrzysty” (występuje też inna wymowa tego imienia: Akira)
- 良, „dobry”
- 瞭, „jasny”
- 諒, „wybaczać”
- 遼, „odległy” (występuje też inna wymowa tego imienia: Haruka)
- 了, „kończyć” (występuje też inna wymowa tego imienia: Satoru)

## Znane osoby
- Ryo, gitarzysta japońskiego zespołu BY–SEXUAL
- Яyo (リョウ), perkusja japońskiego zespołu Girugamesh
- Ryō Aono (令), japoński snowboardzista
- Ryō Chōnan (亮), japoński zawodnik MMA
- Ryō Fukuda (良), japoński kierowca wyścigowy
- Ryō Hirakawa (亮), japoński kierowca wyścigowy.
- Ryō Iida (綾), japoński wioślarz
- Ryō Kawakita (亮), członek japońskiego zespołu Maximum the Hormone
- Ryō Miyaichi (亮), japoński piłkarz
- Ryō Miyake (諒), japoński szermierz specjalizujący się we florecie
- Ryō Miyazaki (亮), japoński bokser
- Ryō Nishikido (亮), japoński aktor, wokalista, członek grup muzycznych: Kanjani8 oraz NEWS
- Ryō Tateishi (諒), japoński pływak

## Fikcyjne postacie
- Randy Ryō Maclean (リョウ), jeden z głównych bohaterów mangi i OVA FAKE
- Ryō (亮), główny bohater serialu tokusatsu Gosei Sentai Dairanger
- Ryō Akiyama (リョウ), bohater anime Digimon Tamers
- Ryō Bakura (了), bohater serii Yu-Gi-Oh!
- Ryō Misaki (了), postać z mangi i anime Angelic Layer
- Ryō Fujibayashi (椋), bohaterka serii Clannad
- Ryō Okayasu (涼), bohater mangi i anime Brzoskwinia
- Ryō Shirogane (稜), bohater mangi i anime Tokyo Mew Mew
- Ryō Udagawa (稜), bohater mangi i anime Bleach